# Katherine Heigl
Katherine Marie Heigl (Washington D. C., 24 de noviembre de 1978), más conocida como Katherine Heigl, es una actriz estadounidense de cine y televisión, conocida mundialmente por su papel en Grey’s Anatomy como Izzie Stevens, el cual le valió el Emmy a mejor actriz de reparto en una serie dramática en 2007.

## Primeros años
De padres irlandeses y alemanes, su padre se llama Paul Heigl y su madre Nancy Engelhardt. Se crio siendo la más pequeña de cuatro hermanos (Holt, Jason y Meg). En el año 1986 su hermano Jason falleció a causa de las lesiones que le causó un accidente en camioneta. Los padres de Katherine decidieron donar los órganos de su hermano, ya que tenía muerte cerebral, lo que creó una fuerte conciencia de la importancia de la donación en Katherine, que usa su fama para concienciar a la gente de que tome esta decisión. Después del fallecimiento de su hermano Jason, sus padres se convirtieron a la religión mormona, así que ella fue criada bajo esta religión.[cita requerida]

## Carrera
Comenzó su carrera como modelo (agencia Wilhelmina) y con algunas apariciones en televisión a la edad de doce años. Su debut en la gran pantalla fue en la película That Night, grabada en 1992. Tiempo después, en la pequeña pantalla, le llegaría otro éxito con la serie Roswell, en la que daba vida a Isabel. Otros créditos en distintas series para la televisión incluyen Romy and Michelle, Behind the Velvet Rope, Vegas Dick, Evil Never Dies para TBS.
En 2005, Katherine Heigl fue elegida para su rol protagónico más importante hasta la fecha, como la médico interna Izzie Stevens en el drama de ABC, Grey's Anatomy. El programa fue un éxito instantáneo y se convirtió en una de las más valoradas en la televisión. Heigl recibió el aplauso de la crítica por su actuación y acaparó numerosos premios. En septiembre de 2007 consigue un Emmy a la mejor actriz secundaria en una serie dramática por su papel de Izzie Stevens. Además, en los años 2006 y 2007 obtuvo nominaciones al Globo de Oro a la mejor actriz de reparto de serie, miniserie o telefilme (también mencionar que en 2006 participó en la película menos taquillera de Estados Unidos, Zyzzyx Road, la cual sólo recaudó 30 dólares).
Saltó al estrellato en la pantalla grande con Knocked Up (2007), una comedia del director y guionista Judd Apatow junto con Seth Rogen, Paul Rudd y Leslie Mann. La película recibió críticas mayoritariamente positivas de los críticos y demostró ser un gran éxito de taquilla al recaudar 219 millones de dólares en todo el mundo con un presupuesto de 30 millones de dólares. Tras este suceso, Heigl se transformó en la nueva "it girl" de Hollywood, según Vanity Fair.
Protagonizó con James Marsden la película 27 Dresses (2008), por la cual recibió 6 millones de dólares. Nuevamente, fue un éxito al recaudar 162 millones de dólares en la taquilla mundial con un presupuesto de 30 millones de dólares. Sin embargo, recibió comentarios mixtos por parte de la crítica.
Posteriormente, en el año 2009 protagonizó la comedia romántica The Ugly Truth junto con Gerard Butler, que cosechó críticas negativas y una exitosa recaudación en la taquilla global con 205 millones de dólares.
En el año 2010, protagonizó y produjo la comedia romántica Life as We Know It con Josh Duhamel. La película consiguió críticas negativas pero elogiaron la química entre Heigl y Duhamel. Recaudó 105 millones de dólares con un presupuesto de 38 millones de dólares, siendo catalogada como un éxito moderado.
Entre los años 2007 y 2010, Heigl generó polémica por sus comentarios relacionados con Grey's Anatomy y Knocked Up. En el primero, Katherine Heigl manifestó públicamente que había optado no participar en los Emmy, por lo que retiró su nombre antes de las nominaciones. Su motivo fue que no había recibido material suficiente en la cuarta temporada de la serie que justificara su postulación al premio Emmy. En lo segundo, en una entrevista a Vanity Fair, admitió que le gustó trabajar con Apatow y Rogen, pero tuvo dificultades para apreciar la película, pues la llamó "un poco sexista". Esto generó una ola de reacción en los medios.
En medio de especulaciones y conflictos en torno a su permanencia en Grey's Anatomy, Katherine Heigl abandonó la serie en la sexta temporada (2010). La razón fue para concentrarse en su propia familia.
Las siguientes comedias románticas que protagonizó no obtuvieron el éxito esperado, estas fueron: Killers (2010), One for the Money (2012) y The Big Wedding (2013). La excepción fue New Year's Eve (2011), una película coral con un reparto extenso que incluyó a Halle Berry, Sarah Paulson, Michelle Pfeiffer, Ashton Kutcher, Jon Bon Jovi y Sofia Vergara, entre otros. Fue un éxito al recaudar 142 millones de dólares.
En el año 2014, declaró a la revista Marie Claire que, aunque le encantaba las comedias románticas, "la golpeó duro", profesando que "no podía decir que no. No hay nada malo con ellas, pero tal vez sobrecargué a mi audiencia. Debería haber hecho una película de superhéroes o un thriller psicológico". Por lo tanto, a partir de ese año Heigl deja de lado las comedias románticas.
Protagonizó junto con Ben Barnes el drama romántico Jackie & Ryan (2014). Este filme obtuvo un lanzamiento limitado y a través de Video on Demand. Consiguió comentarios mixtos por parte de la prensa especializada. Luego, en el mismo año, interpretó a la ardilla Andie en la película animada The Nut Job, que se convirtió en un éxito, repitiendo su papel para su secuela de 2017, The Nut Job: Nutty by nature.
En la comedia oscura Home Sweet Hell (2015) interpretó a una rechazada y celosa dueña de casa. Este filme no obtuvo respuestas positivas de la crítica. Después, protagonizó el drama independiente Jenny's Wedding, para el cual tuvo que lanzar una campaña de Indiegogo para financiar los costos de producción. Al igual que las películas anteriores, fue lanzada por VOD y un lanzamiento limitado en algunos cines.
Vuelve al cine masivo con el thriller erótico Unforgettable de Warner Bros. Pictures. Coprotagonizada por Rosario Dawson y Geoff Stults, fue el primer lanzamiento global en tres años para Heigl. Fracasó en la taquilla, al obtener 4,7 millones de dólares en su fin de semana de estreno y cosechó unas críticas mediocres, pero el rendimiento del elenco, especialmente de Heigl, fue valorado positivamente.
En el año 2014, vuelve a la televisión con State of Affairs (NBC). Tras un estreno exitoso, al pasar los capítulos las cifras de audiencias fueron decayendo, lo que produjo su cancelación. Posteriormente, en 2017 protagonizó el drama legal de la CBS, Doubt, pero obtuvo escaso rating y fue cancelada luego de dos episodios emitidos.
A pesar de sus regresos fallidos a la televisión, consigue el éxito al ingresar al reparto de Suits en su octava temporada, donde interpretó a Samantha Wheeler. Volvió a interpretarla en la novena y última temporada de la serie.
En julio de 2019, fue fichada para un papel protagónico en la serie de Netflix Firefly Lane, junto a Sarah Chalke, Ben Lawson y Beau Garrett. Esta serie dramática está basada en la novela del mismo nombre, superventas del New York Times de la autora Kristin Hannah. Se estrenará el 3 de febrero de 2021.
Heigl protagoniza el thriller psicológico Fear of Rain (también titulado I Saw a Man with Yellow Eyes), escrito y dirigido por Castille Landon. Completan el reparto Harry Connick Jr., Madison Iseman e Israel Broussard. Se estrenó el 12 de febrero de 2021 por Lionsgate.
En diciembre de 2020, se anunció que Katherine Heigl protagonizará y producirá la miniserie Woodhull, para encarnar a la primera mujer candidata a la presidencia de los Estados Unidos, Victoria Woodhull.

## Vida privada
El 23 de diciembre de 2007, contrajo matrimonio con el cantante Josh Kelley, al que conoció hacía unos años rodando un videoclip de la canción "Only You". El matrimonio se celebró en Utah y entre los invitados estaban Kate Walsh, T.R. Knight y Sandra Oh.[cita requerida]
En 2009, la pareja adopta a una niña nacida en Corea llamada Nancy Leigh pero la llaman Naleigh. En mayo de 2012 la pareja hace pública su nueva decisión de adoptar una niña llamada Adelaide Marie Hope a la que cariñosamente llaman Addey. En junio de 2016, la pareja anunció que la actriz estaba embarazada. El 20 de diciembre de 2016, la actriz dio a luz a Joshua Bishop Kelley, Jr., siendo el primer hijo biológico de la pareja.
Vanity Fair publicó el Top 40 de celebridades de Hollywood con más ingresos a lo largo de 2010. Heigl ocupaba el puesto 33 en la lista al ingresar unos 16 millones de dólares por sus películas.

## Filmografía

### Cine
| Año  | Película                           | Papel                | Notas                        |
| ---- | ---------------------------------- | -------------------- | ---------------------------- |
| 1992 | That Night                         | Kathryn              |                              |
| 1993 | King of the Hill                   | Christina Sebastian  |                              |
| 1994 | My Father the Hero                 | Nicole Arnel         |                              |
| 1995 | Under Siege 2: Dark Territory      | Sarah Ryback         |                              |
| 1996 | Pide un deseo                      | Alexia Wheaton       | Película de televisión       |
| 1997 | Prince Valiant                     | Princesa Ilene       |                              |
| 1997 | Stand-ins                          | Taffy                |                              |
| 1998 | Bug Buster                         | Shannon Griffin      |                              |
| 1998 | La novia de Chucky                 | Jade Kincaid         |                              |
| 1998 | The Tempest                        | Miranda Prosper      | Película de televisión       |
| 2000 | 100 Girls                          | Arlene               |                              |
| 2001 | Valentine                          | Shelley Fisher       |                              |
| 2003 | Critical Assembly                  | Aizy Hayward         |                              |
| 2003 | Love Comes Softly                  | Marty Claridge       |                              |
| 2003 | Vegas Dick                         | Madeline             | Película de televisión       |
| 2003 | Love Comes Softly                  | Marty Claridge       | Película de televisión       |
| 2003 | Wuthering Heights                  | Isabel Linton        | Película de televisión       |
| 2003 | Evil Never Dies                    | Eve                  | Película de televisión       |
| 2004 | Love's Enduring Promise            | Marty Claridge Davis | Película de televisión       |
| 2005 | Romy and Michele: In the Beginning | Romy White           | Película de televisión       |
| 2005 | Side Effects                       | Karly Hert           | También productora ejecutiva |
| 2005 | The Ringer                         | Lynn Sheridan        |                              |
| 2006 | Zyzzyx Road                        | Marissa              |                              |
| 2006 | Caffeine                           | Laura                |                              |
| 2007 | Knocked Up                         | Alison Scott         |                              |
| 2008 | 27 Dresses                         | Jane Nichols         |                              |
| 2009 | The Ugly Truth                     | Abby Richter         | También productora ejecutiva |
| 2010 | Killers                            | Jen Kornfeldt        |                              |
| 2010 | Life as We Know It                 | Holly Berenson       | También productora ejecutiva |
| 2011 | New Year's Eve                     | Laura Carrington     |                              |
| 2012 | One for the Money                  | Stephanie Plum       | También productora ejecutiva |
| 2013 | The Big Wedding                    | Lyla Griffin         |                              |
| 2014 | Jackie & Ryan                      | Jackie Laurel        |                              |
| 2014 | The Nut Job                        | Andie                |                              |
| 2015 | Jenny`s Wedding                    | Jenny Farrell        |                              |
| 2015 | Home Sweet Hell                    | Mona Champagne       |                              |
| 2017 | Unforgettable                      | Tessa Connover       |                              |
| 2017 | The Nut Job 2: Nutty by Nature     | Andie                | Actuación de voz             |
| 2021 | Fear of Rain                       | Michelle Burroughs   |                              |

### Televisión
| Año       | Título            | Papel                                       | Notas                                                   |
| --------- | ----------------- | ------------------------------------------- | ------------------------------------------------------- |
| 1999–2002 | Roswell           | Isabel Evans                                | Elenco principal; 61 episodios                          |
| 2002      | The Twilight Zone | Andrea Collins / Marta Akermann             | Episodio: «Cradle of Darkness»                          |
| 2005–2010 | Grey's Anatomy    | Dr. Isobel Catherine «Izzie» Stevens        | Elenco principal (temporada 1–6); 110 episodios         |
| 2014-2015 | State of Affairs  | Oficial Charleston «Charlie» Whitney Tucker | Protagonista; 13 episodios También productora ejecutiva |
| 2017      | Doubt             | Sadie Ellis                                 | Protagonista; 13 episodios                              |
| 2018–2019 | Suits             | Samantha Wheeler                            | Elenco principal; (temporada 8–9); 26 episodios         |
| 2021–2023 | Firefly Lane      | Tullulah Rose «Tully» Hart                  | Protagonista; 26 episodios También productora ejecutiva |

## Premios y nominaciones
| Año  | Premio                                            | Categoría                                                        | Nominación              | Resultado | Refs   |
| ---- | ------------------------------------------------- | ---------------------------------------------------------------- | ----------------------- | --------- | ------ |
| 1994 | Young Artist Awards                               | Best Performance by a Youth Actress Starring in a Motion Picture | My Father the Hero      | Nom       |        |
| 2000 | Saturn Awards                                     | Best Supporting Actress on Television                            | Roswell                 | Nom       |        |
| 2001 | Teen Choice Awards                                | TV – Choice Actress                                              | Roswell                 | Nom       |        |
| 2003 | CAMIE Awards                                      | Made for TV Film                                                 | Love Comes Softly       | Ganadora  |        |
| 2005 | CAMIE Awards                                      | Made for TV Film                                                 | Love's Enduring Promise | Ganadora  |        |
| 2005 | Screen Actors Guild Awards                        | Outstanding Performance by an Ensemble in a Drama Series         | Grey's Anatomy          | Nom       |        |
| 2006 | Screen Actors Guild Awards                        | Outstanding Performance by an Ensemble in a Drama Series         | Grey's Anatomy          | Ganadora  |        |
| 2006 | Teen Choice Awards                                | TV – Choice Actress: Drama/Action Adventure                      | Grey's Anatomy          | Nom       |        |
| 2007 | Screen Actors Guild Awards                        | Outstanding Performance by an Ensemble in a Drama Series         | Grey's Anatomy          | Nom       |        |
| 2007 | Emmy Awards                                       | Outstanding Supporting Actress in a Drama Series                 | Grey's Anatomy          | Ganadora  |        |
| 2007 | Golden Globes                                     | Best Supporting Actress – Series, Miniseries or Television Film  | Grey's Anatomy          | Nom       |        |
| 2007 | Teen Choice Awards                                | Choice TV Actress: Drama                                         | Grey's Anatomy          | Nom       |        |
| 2007 | Teen Choice Awards                                | Choice Movie Actress – Comedy                                    | Knocked Up              | Nom       |        |
| 2007 | Young Hollywood Awards                            | Superstar Of Tomorrow                                            | Ella misma              | Ganadora  |        |
| 2007 | St. Louis Gateway Film Critics Association Awards | Best Supporting Actress                                          | Knocked Up              | Nom       |        |
| 2007 | Satellite Awards                                  | Best Actress in a Motion Picture, Comedy or Musical              | Knocked Up              | Nom       |        |
| 2008 | Empire Awards                                     | Best Actress                                                     | Knocked Up              | Nom       |        |
| 2008 | MTV Movie Awards                                  | Best Female Performance                                          | Knocked Up              | Nom       |        |
| 2008 | Teen Choice Awards                                | Choice TV Actress: Drama                                         | Grey's Anatomy          | Nom       |        |
| 2008 | Golden Globes                                     | Best Supporting Actress – Series, Miniseries or Television Film  | Grey's Anatomy          | Nom       |        |
| 2008 | People's Choice Awards                            | Favorite Female TV Star                                          | Grey's Anatomy          | Ganadora  |        |
| 2009 | Teen Choice Awards                                | Choice Summer Movie Star: Female                                 | The Ugly Truth          | Nom       |        |
| 2009 | Satellite Awards                                  | Best Actress in a Motion Picture, Comedy or Musical              | The Ugly Truth          | Nom       |        |
| 2009 | Alliance of Women Film Journalists                | Actress Most in Need of a New Agent                              | One for the Money       | Nom       |        |
| 2010 | People's Choice Awards                            | Favorite TV Drama Actress                                        | Grey's Anatomy          | Ganadora  |        |
| 2010 | ShoWest Motion Picture Industry Convention        | Female Star Of The Year                                          | Ella misma              | Ganadora  |        |
| 2011 | People's Choice Awards                            | Favorite Movie Actress                                           | Life as We Know It      | Nom       |        |
| 2012 | Alliance of Women Film Journalists                | Actress Most in Need of a New Agent                              | One for the Money       | Ganadora  | [ 48 ] |
| 2015 | BTVA Feature Film Voice Acting Award              | Best Female Lead Vocal Performance in a Feature Film             | The Nut Job             | Nom       |        |